# عملة 50 روبية الإندونيسية
عملة الخمسين روبية (Rp50) هي فئة من الروبية الإندونيسية. قدمت لأول مرة في عام 1971 وسكت آخر مرة في عام 2003.ثم اعتبارًا من عام 2020 لا تزال العملات المعدنية المصنوعة من الألومنيوم رب50 والتي يرجع تاريخها إلى الفترة من 1999 إلى 2003 هي العملة القانونية الوحيدة مع أنها نادرًا ما تُرى في التداول بسبب قيمتها المنخفضة للغاية.

## الإصدار الأول (1971-1990)

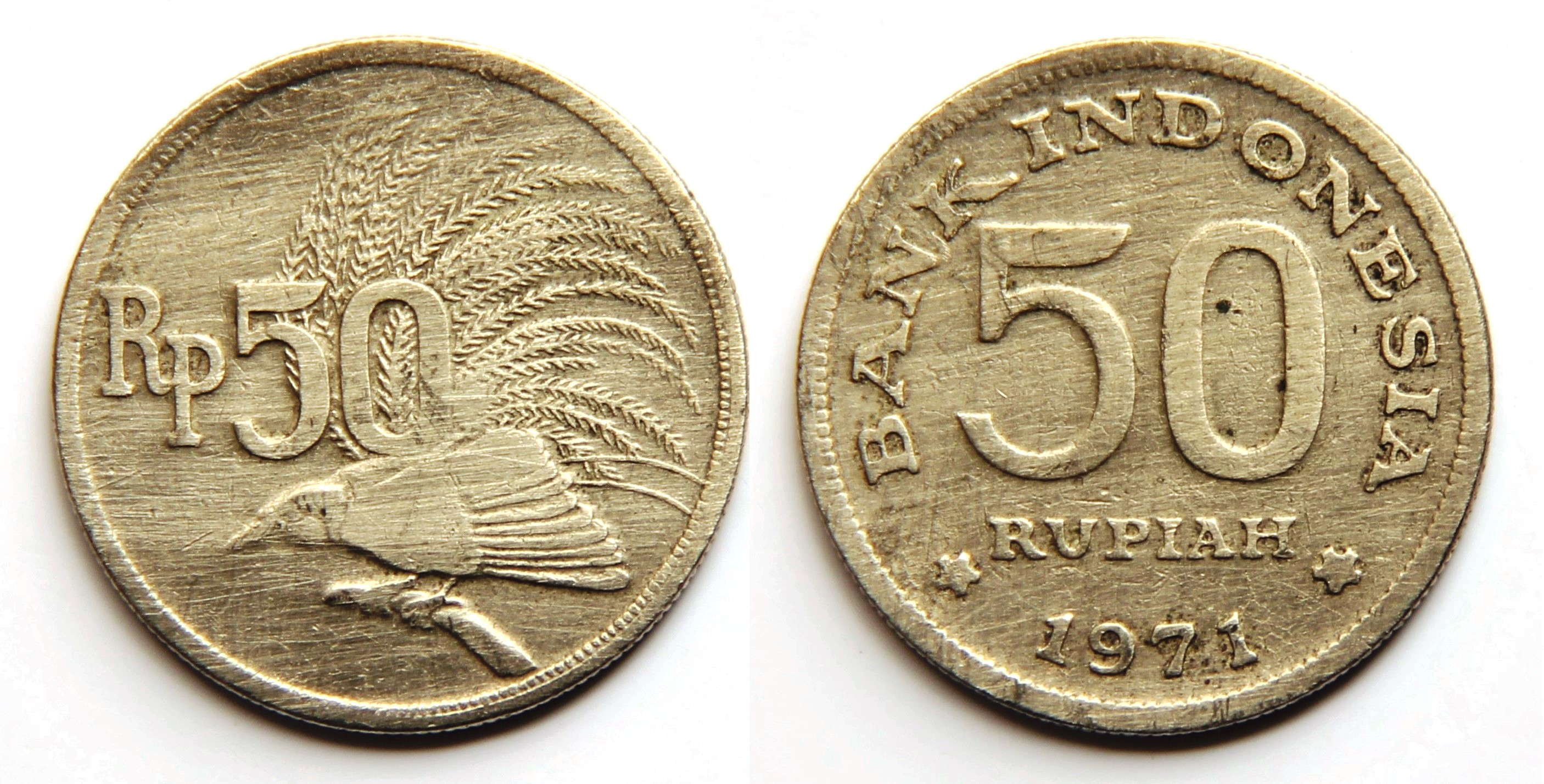
العملة المعدنية الأولى من فئة 50 روبية؛ على اليسار الوجه الخلفي وعلى اليمين الوجه الأمامي.

قدمت عملة 50روبية لأول مرة في عام 1971 كعملة من النحاس الأصفر وزنها 6.06 غ (0.214 أونصة) وكان قطرها 24 مـم (0.94 بوصة) والسمك 1.5 مـم (0.059 بوصة) ولها حافة نقوشة آلياً. كان وجه العملة يحمل الحروف "بنك إندونيسيا" و"50 روبية" و"1971" بالإضافة إلى نجمتين في حين كان وجهها الخلفي يحمل الحروف "50رب" وصورة لطائر الجنة الأكبر (بارادايسيا أبودا). سك ما مجموعه 1,035,435,000 قطعة نقدية. ألغي تداول هذه العملات في 25 يونيو 2002 وكان من الممكن استردادها في البنوك التجارية حتى 24 يونيو 2007 وفي مكاتب بنك إندونيسيا حتى 24 يونيو 2012.

## الإصدار الثاني (1991-1998)
في عام 1991 أصدر بنك إندونيسيا عملة معدنية من الألومنيوم والبرونز بقيمة 50 روبية واستمر سكها حتى عام 1998. كان وزنها 3.18 غ (0.112 أونصة) وقطرها 20 مـم (0.79 بوصة) والسمك 1.58 مـم (0.062 بوصة) ولها حافة مضلعة. كما كان وجهها الأمامي يحمل شعار غارودا بانكاسيلا الوطني بالإضافة إلى حروف "بنك إندونيسيا" وسنة الإصدار (على سبيل المثال "1996") بينما ظهرها يحمل صورة تنين كومودو (فارانوس كومودوينسيس) وحروف "50رب" و"كومودو". ألغي تداول هذه العملات المعدنية في 30 نوفمبر 2006 وكانت قابلة للاسترداد في البنوك التجارية حتى 29 نوفمبر 2011 ومكاتب بنك إندونيسيا حتى 29 نوفمبر 2016.
أرقام سك هذه العملة هي كما يلي:
| السنة | الكمية      |
| ----- | ----------- |
| 1991  | 67,000,000  |
| 1992  | 70,000,000  |
| 1993  | 120,000,000 |
| 1994  | 300,000,000 |
| 1995  | 591,880,000 |
| 1996  | مجهول       |
| 1997  | 150,000     |
| 1998  | 150,000     |

## الإصدار الثالث (1999-2003)
في عام 1999 قام بنك إندونيسيا بتحديث عملة 50 روبية حيث قاموا بتغيير مادتها إلى الألومنيوم ويظهر على ظهرها الآن صورة طائر الأوريول ذو العنق الأسود (أوريولوس تشينينسيس) بالإضافة إلى الحروف "كيبودانج" و"50 روبية"، ويظل وجهها كما هو (يصور الشعار الوطني جارودا بانكاسيلا وسنة السك (على سبيل المثال "2002") والحروف "بنك إندونيسيا"). سكت هذه العملات حتى عام 2003 ووزنها 1.36 غ (0.048 أونصة) وقطرها 20 مـم (0.79 بوصة) وسمكها 2 مـم (0.079 بوصة) ولها حافة ناعمة.